# Cespedesia
Cespedesia là một chi thực vật có hoa trong họ Ochnaceae.

## Loài
Chi Cespedesia gồm các loài: